# دروله بالا
درولهٔ علیا (به کردی: دڕۆڵەی ژوورن) روستایی از دهستان کلاشی از توابع بخش کلاشی شهرستان جوانرود در استان کرمانشاه ایران است.